# Altenburger Ziegenkäse

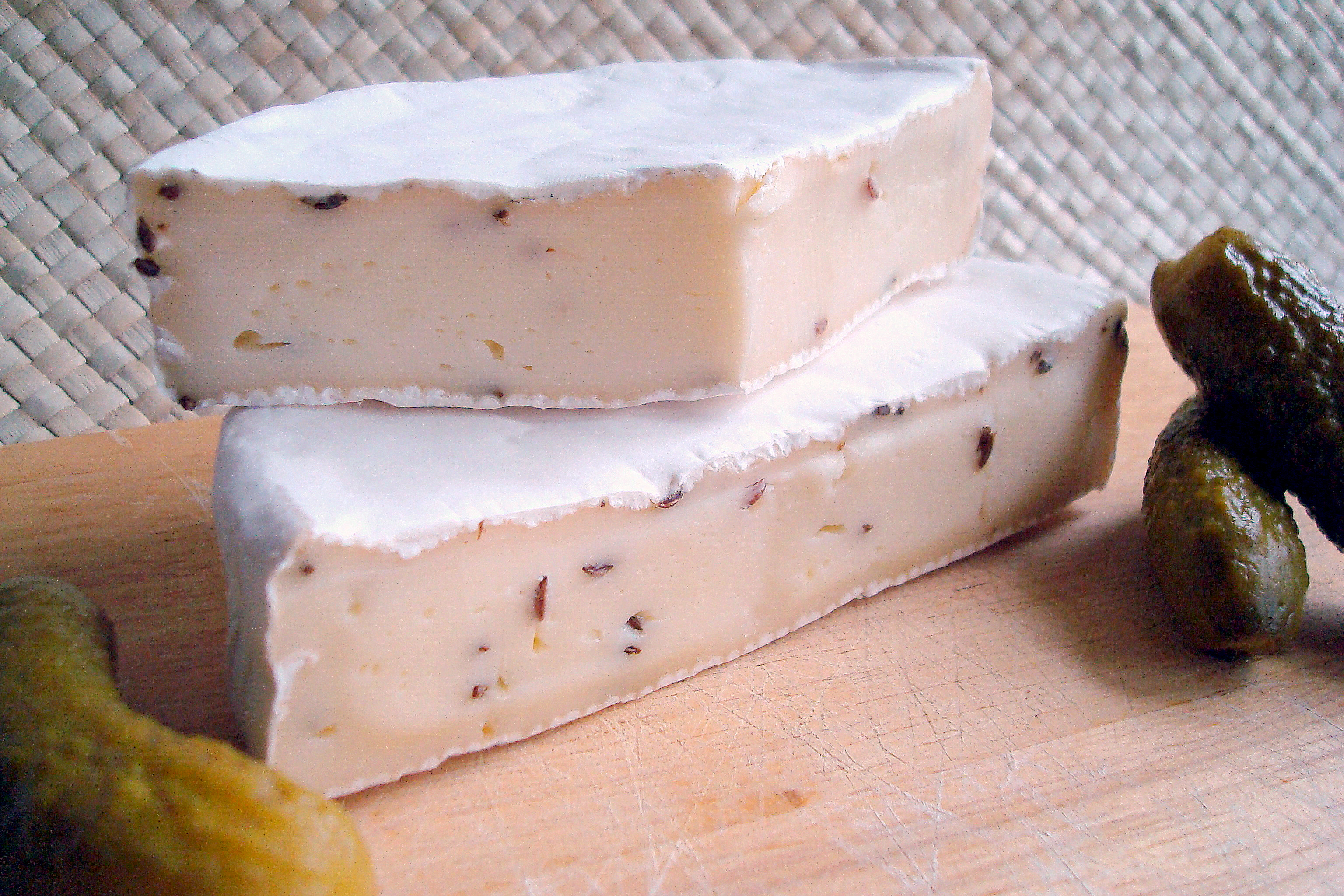
Altenburger Ziegenkäse.

Altenburger Ziegenkäse (literalmente, «queso de cabra de Altemburgo») es un queso de leche cruda de vaca y cabra alemán con denominación de origen protegida a nivel europeo. La pasta es de color amarillo, con pocos ojos desiguales y se le añade alcaravea. Tanto el sabor como el aroma son fuertes. Este queso sólo puede producirse en un área muy concreta, en Sajonia-Turingia, de donde es tradicional. Resulta difícil de encontrar.
- Datos: Q436943
- Multimedia: Altenburger Ziegenkäse / Q436943